# روز حجاب و عفاف

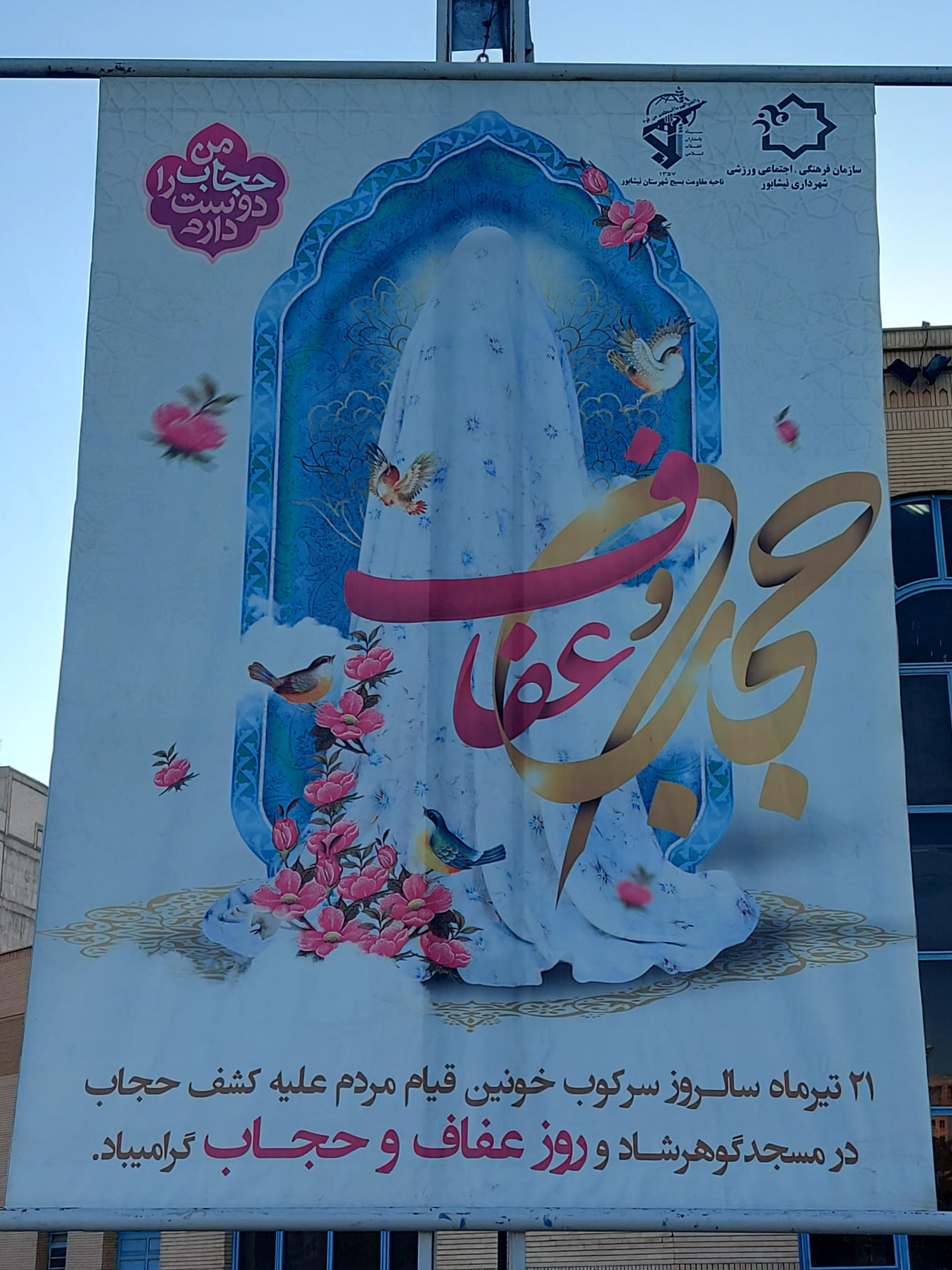
بنری برای گرامیداشت روز حجاب و عفاف در نیشابور

روز بیست و یکم تیرماه، روز حجاب و عفاف نامگذاری شده‌است. در ۲۱ تیرماه ۱۳۱۴ تظاهرات نسبت به اجباری شدن کلاه شاپو در مسجد گوهرشاد انجام شد که به واقعه مسجد گوهرشاد منجر شد رهبر این قیام علامه بهلول گنابادی بود.با این که در رسانه های حکومتی ایران واقعه ی مسجد گوهرشاد را بخاطر حجاب اعلام کرده اند  اما این اشتباه است زیرا لایحه ی کشف حجاب و ممنوع شدن آن در دی ۱۳۱۴ اعلام شد

## پیشینه
به دنبال اجباری شدن کلاه شاپو و  و سیاست‌های تغییر لباس در دوران پهلوی اول، در تیرماه ۱۳۱۴،  سید حسین طباطبایی قمی به پیشنهاد علمای مشهد جهت مذاکره با رضاخان در مورد این سیاست‌ها راهی تهران شد. قمی در تهران در حصر قرار گرفت و ممنوع‌الملاقات شد.
در ۲۱ تیرماه ۱۳۱۴ مردم مشهد در اعتراض به این اقدام حکومت در مسجد گوهرشاد تجمع کردند. با حضور قوای نظامی این تحصن به شدت سرکوب و بیش از ۱۶۰۰ نفر کشته و زخمی شدند. پس از واقعه مسجد گوهرشاد روحانیان سرشناس مشهد دستگیر شدند و تبعید شدند و به دستور رضا شاه برخی از روسای ادارات مشهد تغییر کردند.
شورای فرهنگ عمومی کشور، این روز را به عنوان روز عفاف و حجاب نام‌گذاری کرده‌است.